# Президентські вибори в Аргентині 2019
Вибори в Аргентині 2019 — кампанія по виборам президента країни. Відбулися 27 жовтня. Новим президентом був обраний Альберто Фернандес з Хустисіалістської партії, перемігши в першому турі чинного президента Маурісіо Макрі. Макрі — перший в історії Аргентини чинний президент, який зазнав поразки при спробі перевибратися на другий термін.

## Виборча система
Вибори президента в Аргентині проводилися в рамках модифікованої системи абсолютної більшості з двома турами. Відповідно до неї, кандидат може виграти вже в першому турі, набравши 45 % голосів, або якщо набере 40 % голосів, випередивши при цьому кандидата, який посів друге місце, на 10 процентних пунктів. Другий тур проводиться в тому випадку, якщо жоден з кандидатів не відповідає жодному з порогових значень. Голосування є обов'язковим для громадян у віці від 18 до 70 років. Також право голосу мають 16- і 17-річні, хоча для них це не є обов'язком.

## Президентські вибори

### Зареєстровані кандидати
Для участі у виборах президента Аргентини були зареєстровані наступні кандидати:
- Маурісіо Макрі (Республіканська пропозиція) від коаліції «Разом за зміни», чинний президент, мер Буенос-Айреса (2007—2015). Кандидат у віцепрезиденти — Мігель Анхель Пічетто (Хустисіалістська партія), юрист, сенатор від провінції Ріо-Негро, лідер більшості в Сенаті.
- Альберто Фернандес (Хустисіалістська партія) від коаліції «Всезагальний фронт»
- Роберто Лаванья
- Ніколас дель Каньйо
- Хосе Луїс Есперт
- Алехандро Біондіні
- Мануела Костаньєйра
- Хуан Хосе Гомес Сентуріон
- Хосе Антоніо Ромеро Феріс
- Рауль Умберто Альбарасин

### Опитування
| Дата               | Організація                 | Кількість опитуваних | Альберто Фернандес | Маурісіо Макрі | Роберто Лаванья | Ніколас дель Каньйо | Хосе Луїс Есперт | Хуан Хосе Гомес Сентуріон | Невизначені | Різниця |
| ------------------ | --------------------------- | -------------------- | ------------------ | -------------- | --------------- | ------------------- | ---------------- | ------------------------- | ----------- | ------- |
| Дата               | Організація                 | Кількість опитуваних |                    |                |                 |                     |                  |                           | Невизначені | Різниця |
| 30 вересня 2019    | Opinaia                     | 3000                 | 48                 | 30             | 7               | 2                   | 3                | 2                         | 3           | 18      |
| 11 серпня 2019     | Primary Election            | 24 687 487           | 47,7               | 32,1           | 8,2             | 2,9                 | 2,2              | 2,6                       | -           | 15,6    |
| 11 — 13 липня 2019 | Synopsis                    | 2260                 | 40,6               | 38,1           | 8,9             | 1,5                 | 3,9              | —                         | 4,9         | 2,5     |
| 11 липня 2019      | Gustavo Córdoba y Asociados | 1934                 | 33,5               | 32,5           | 11,3            | 3,8                 | 5,1              | —                         | 1,0         | 1       |
| 2—11 липня 2019    | Universidad de San Andrés   | 2260                 | 29                 | 25             | 5               | 3                   | 3                | 1                         | 15          | 4       |
| 29 червня 2019     | Meridional                  | 1934                 | 42,5               | 34,5           | 8,8             | 2,7                 | 11,5             | —                         | 11,3        | 8       |
| 28 червня 2019     | Synopsis                    | 2261                 | 40,3               | 36,2           | 9,1             | 1,1                 | 4,1              | —                         | 8,1         | 4,2     |
| 23 червня 2019     | CEOP                        | 1500                 | 43,7               | 32,3           | 9,3             | 2,1                 | 3.9              | —                         | 8,7         | 11,4    |
| 23 червня 2019     | Trespuntozero               | 1400                 | 42                 | 33,4           | 7,9             | 0,9                 | 2,5              | 2,5                       | 6,9         | 8,6     |